# Batalha de Haia

Mapa do ataque alemão a Haia em 1940

A Batalha de Haia foi uma das primeiras batalhas paraquedistas da história. Ocorreu no dia 10 de Maio de 1940, como parte da Batalha dos Países Baixos entre o Exército dos Países Baixos e os paraquedistas (Fallschirmjäger) da Luftwaffe. Estes paraquedistas foram lançados em três pontos estratégicos diferentes à volta da cidade de Haia, com ordem para capturar os aeroportos da cidade e a própria cidade. Depois de tomar a cidade, o plano seria forçar a Rainha Guilhermina dos Países Baixos a render-se e, consequentemente, provocar a rendição de todo o país num único dia. A operação alemã falhou em capturar a rainha, e a defesa dos aeroportos capturados não se concretizou devido a um contra-ataque das forças holandesas. O principal corpo de tropas de Von Sponeck bateu em retirada para a costa, sendo constantemente perseguido, até as Forças Armadas dos Países Baixos, devido a fortes ataques em outras frentes, ter-se rendido cinco dias mais tarde.